# صنعت خودروسازی ژاپن

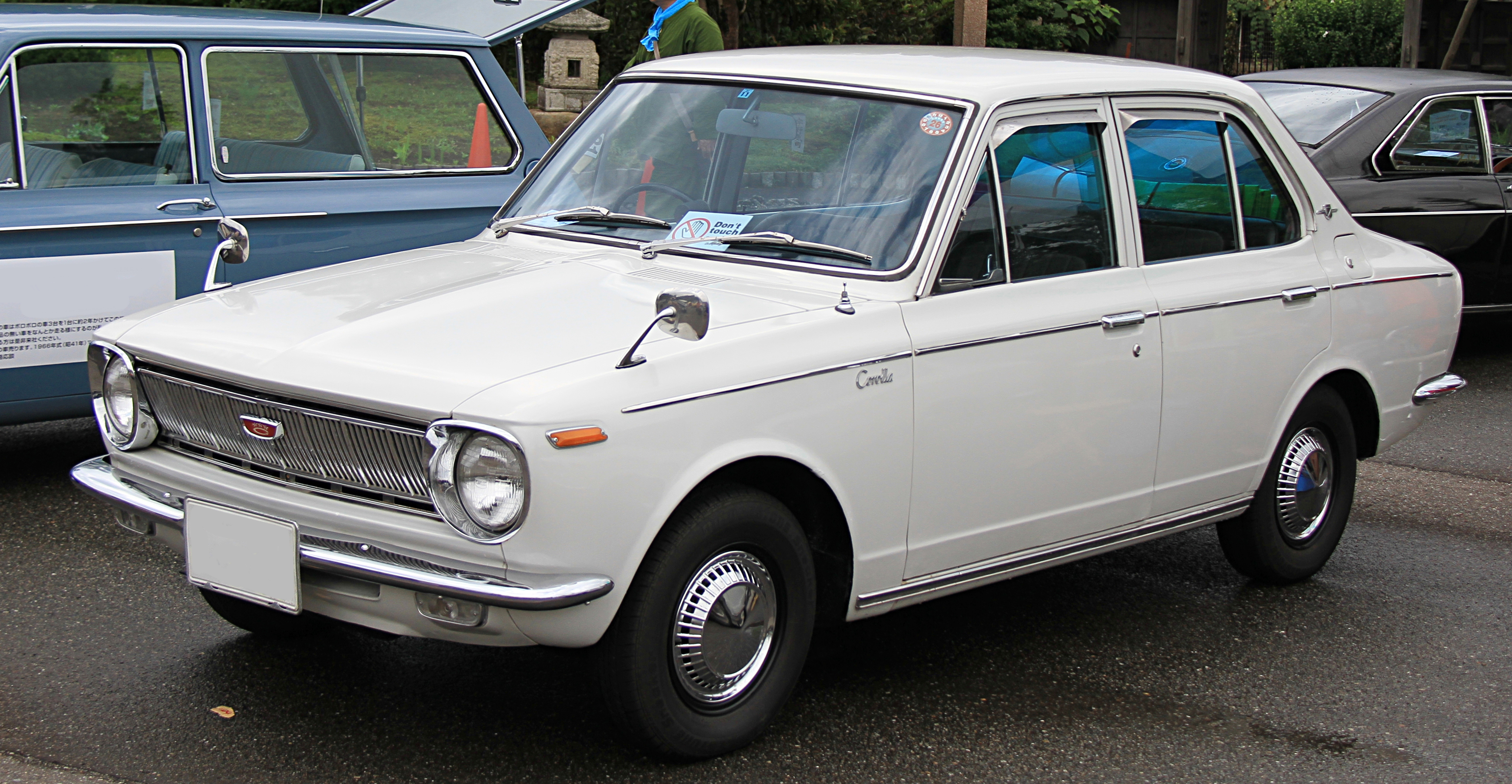
نسل نخست تویوتا کورولا (۱۹۶۶)، پرفروش‌ترین سری خودرو در تمام دوران در جهان؛ با عرضهٔ دوازده نسل تا سال ۲۰۱۸

صنعت خودروسازی در ژاپن یکی از برجسته‌ترین و بزرگ‌ترین
صنایع در جهان است. ژاپن با پیشی گرفتن از آلمان، از سال ۱۹۶۰ در میان کشورهایی با بیشترین تعداد خودروی تولید شده، یکی از سه کشور برتر بوده‌است. صنعت خودرو در ژاپن از دههٔ ۱۹۷۰ تا دههٔ ۱۹۹۰ (زمانی که هم به مصرف داخلی و هم صادرات جهانی گرایش پیدا کرد) به سرعت رشد کرد، و در دهه‌های ۱۹۸۰ و ۱۹۹۰ با تولید حدود ۱۳ میلیون دستگاه خودرو در سال و صادرات قابل توجه، و با پیشی گرفتن از ایالات متحدهٔ آمریکا، به کشور پیشگام در تولید خودرو بدل شد. پس از پیشرفت کلان چین در دههٔ ۲۰۰۰ و بی‌ثبات شدن بازدهی در ایالات متحده، امروزه ژاپن با تولید سالانهٔ 8/9 میلیون خودرو در سال 2023، سومین تولیدکنندهٔ بزرگ خودرو در جهان پس از چین و ایالات متحده است.
شرکت‌های زایباتسوی ژاپن (شرکت‌های خوشه‌ای تجاری) از اواسط تا اواخر دههٔ ۱۹۱۰ ساخت نخستین خودروهای خود را آغاز کردند. این شرکت‌ها از طریق طراحی کامیون‌های خود (بازار وسایل نقلیه مسافری در ژاپن در آن زمان کوچک بود)، یا مشارکت با برندهای اروپایی جهت تولید و فروش تحت مجوز خودروهای آن‌ها در ژاپن به این عرصه وارد شدند. از جملهٔ این مشارکت‌ها می‌توان به مشارکت ایسوزو با ولزلی موتورز (بریتانیا)، مشارکت نیسان با خودروساز بریتانیایی آستین، و خودروی میتسوبیشی مدل ای، که بر پایهٔ فیات تیپو ۳ ساخته‌شد، اشاره کرد. تقاضا برای کامیون‌های بومی در پی پیشرفت ساخت ارتش ژاپن پیش از جنگ جهانی دوم افزایش زیادی را تجربه کرد و باعث شد تا تولیدکنندگان ژاپنی زیادی به طراحی وسایل نقلیهٔ اختصاصی خود اقدام کنند. در دههٔ ۱۹۷۰ ژاپن در تولید رباتیک وسایل نقلیه پیشگام بود.
ژاپن خانهٔ چندین شرکت تولیدکنندهٔ خودرو، وسایل نقلیهٔ ساخت و ساز، موتورسیکلت، ای‌تی‌وی و پیشرانه است. شرکت‌های تولیدکنندهٔ اتومبیل ژاپنی عبارتند از: تویوتا، هوندا، دایهاتسو، نیسان، سوزوکی، مزدا، میتسوبیشی، سوبارو، ایسوزو، کاوازاکی، یاماها و میتسوکا.
خودروهای طراحی شده در ژاپن به دفعات زیادی برندهٔ جوایز خودروی سال اروپا، خودروی سال بین‌المللی و خودروی سال جهان شده‌اند. وسایل نقلیهٔ ژاپنی دارای اعتبار جهانی بوده‌اند و امروزه عاری از معایبی هستند که در دهه‌های ۱۹۵۰ و ۱۹۶۰ و در ابتدای ظهور بین‌المللی خود داشتند

## تاریخچه

### سال‌های اولیه
در سال ۱۹۰۴، تورائو یاماها نخستین اتوبوس ساخته‌شده به‌صورت بومی که نیروی خود را از یک موتور بخار می‌گرفت را به تولید رساند. در سال ۱۹۰۷ کومانوسوکه اوچیاما خودروی تاکوری، نخستین خودروی مجهز به موتور بنزینی که به‌طور کامل در ژاپن ساخته می‌شد را تولید کرد. شرکت کونیسو اتومبیل ورکس در سال ۱۹۱۰ خودروی کونیسو را ساخت، و سال بعد نیز با همکاری شرکت توکیو موتور ویکلز، خودروی توکیو را به تولید رساند. در سال ۱۹۱۱ شرکت کایشینشا موتورکار ورکس بنیانگذاری شد و بعداً تولید خودرویی را آغاز کرد که با نام «دَت» شناخته می‌شد. در سال ۱۹۲۰ شرکت جیتسویو جیدوشا سیزو توسط ویلیام آر. گورهام بنیانگذاری شد و ابتدا تولید خودروی گورهام، و سپس تولید خودروی لیلا را آغاز کرد. این شرکت در سال ۱۹۲۶ با شرکت کایشینشا ادغام شد و شرکت خودروسازی دَت را تشکیل داد (این شرکت بعداً به نیسان موتورز تبدیل شد). از سال ۱۹۲۴ تا ۱۹۲۷، شرکت ذوب آهن هاکویوشا خودروی اوتومو را ساخت. تویوتا، که یک شرکت نساجی بود، در سال ۱۹۳۶ وارد عرصهٔ تولید خودرو شد. با این حال نخستین خودروهای ژاپنی کامیون‌هایی بودند که با کمک‌هزینه‌های ارتش ساخته شدند. ایسوزو، یانمار و دایهاتسو در ابتدا بر روی توسعهٔ موتور دیزل تمرکز داشتند.

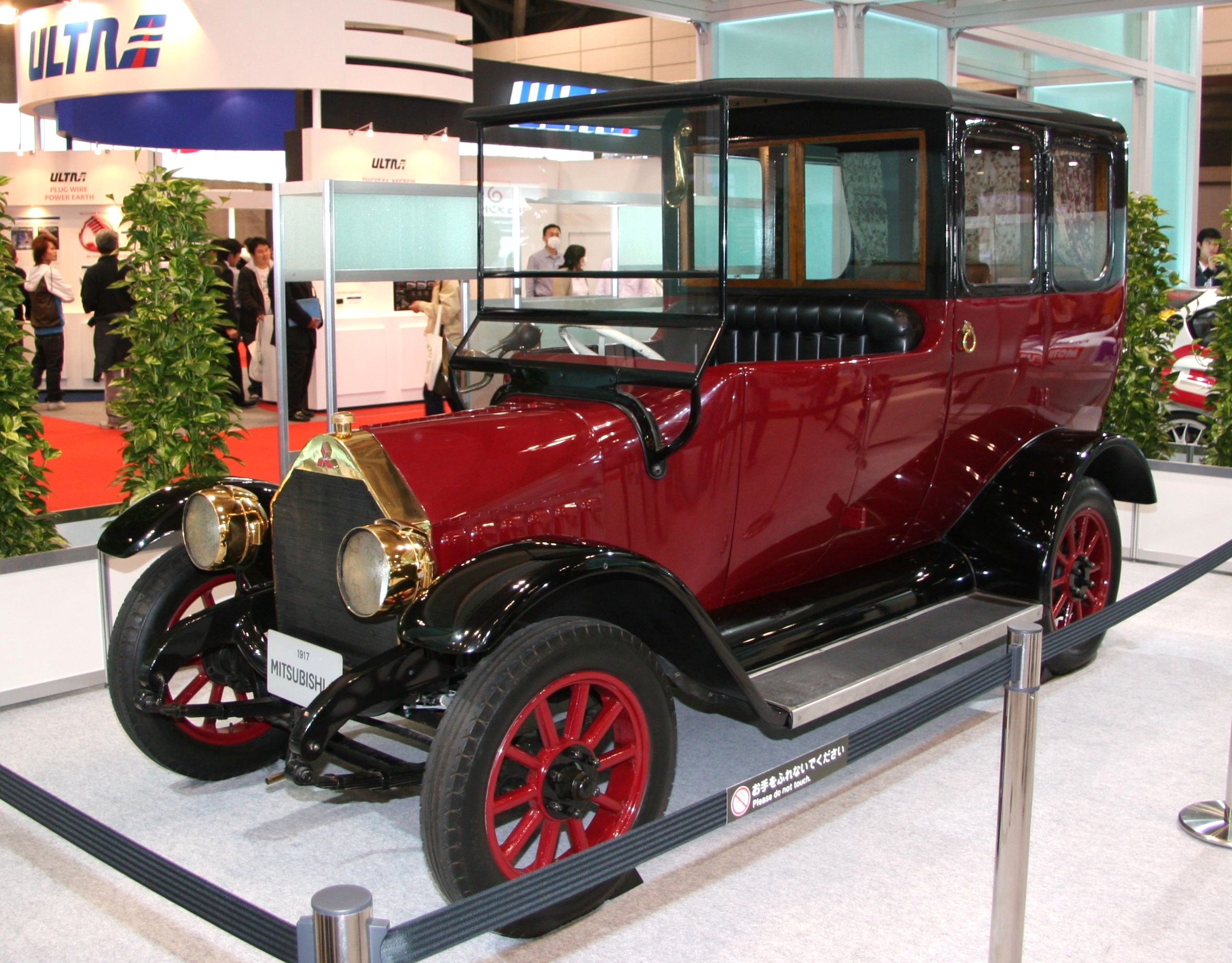
میتسوبیشی مدل ای در سال ۱۹۱۷ تولید شد

خودروهایی که پیش از جنگ جهانی دوم در ژاپن ساخته شدند بر پایه مدل‌های اروپایی و آمریکایی تولید شدند. خودروی میتسوبیشی مدل ای ۱۹۱۷ بر پایهٔ طراحی فیات ای۳–۳ طراحی شده‌بود. (این مدل با تولید ۲۲ دستگاه به‌عنوان نخستین خودروی تولید انبوه در ژاپن در نظر گرفته می‌شد) در دههٔ ۱۹۳۰ خودروهای نیسان موتورز بر اساس خودروی آستین ۷ و طراحی‌های گراهام-پیج ساخته شدند، در حالی که خودروی تویوتا ای‌ای بر پایهٔ خودروی کرایسلر ایرفلو طراحی شد. خودروهای ساخت شرکت اوهتا در دههٔ ۱۹۳۰ از مدل‌های شرکت فورد الهام گرفته‌بودند، در حالی که شرکت چیودا خودرویی را تولید کرد که یادآور یک پونتیاک ۱۹۳۵ بود و شرکت سومیدا نیز خودرویی مشابه خودروی لاساله را ساخت.
با وجود تلاش‌های دولت ژاپن برای سرمایه‌گذاری در تولید خودرو، این صنعت از سوی شرکت‌های ژاپنی با مشکلاتی روبرو بود. زمین‌لرزه بزرگ کانتو در سال ۱۹۲۳ بیشتر زیرساخت‌های نوپای ژاپن را ویران کرد و صنعت تولید کامیون و تجهیزات ساخت و ساز از بهرهٔ تلاش‌ها برای احیا برخوردار شد. شرکت یانسه و شرکا (株式会社ヤナセ کابوشیکی گایشای یانسه) یک واردکنندهٔ خودروهای ساخت آمریکا به ژاپن بود و با وارد کردن کامیون‌ها و تجهیزات ساخت و ساز جی‌ام‌سی به کوشش‌های در حال انجام برای احیا پس از فاجعه کمک کرد. با وارد شدن محصولات آمریکایی، تولیدکنندگان ژاپنی قادر بودند تا خودروهای وارداتی را بررسی کرده و محصولات خود را توسعه دهند.
از سال ۱۹۲۵ تا زمان آغاز جنگ جهانی دوم، شرکت‌های فورد و جی‌ام کارخانه‌هایی در ژاپن داشتند. که بواسطهٔ آن‌ها به بازار ژاپن تسلط یافتند. شرکت فورد موتور ژاپن در سال ۱۹۲۵ بنا نهاده شد و یک کارخانهٔ تولید نیز در یوکوهاما برپا شد. جنرال موتروز نیز در سال ۱۹۲۷ مرکز عملیات خود را در اوزاکا برپا کرد. کرایسلر نیز به ژاپن آمد و شرکت کیوریتسو موتورز را بنیانگذاری کرد. میان سال‌های ۱۹۲۵ تا ۱۹۳۶، شرکت‌های ژاپنی تابعهٔ سه بزرگ خودروسازی ایالات متحده آمریکا در مقابل تولیدکننده‌های بومی با مجموع تولید ۱۲٬۱۲۷ دستگاه، در مجموع ۲۰۸٬۹۶۷ دستگاه خودرو تولید کردند. در سال ۱۹۳۶ دولت ژاپن قانون صنعت خودروسازی را تصویب کرد که مقصود از آن ترویج صنعت خودروی بومی و کاهش رقابت خارجی بود؛ بر خلاف انتظارها، این موضوع باعث توقف گودبرداری برای یک کارخانهٔ یکپارچهٔ فورد در یوکوهاما شد، این کارخانه مشابه کارخانهٔ داگنهام در انگلستان بود و برای عرضهٔ خودرو در بازار آسیا در نظر گرفته شده‌بود؛ این موضوع می‌توانست ژاپن را به یک صادرکنندهٔ بزرگ بدل کند. اما به جای آن تولیدکنندگان خارجی از ژاپن به بیرون رانده شدند. در اواخر دههٔ ۱۹۳۰ با توجه به وقوع جنگ دوم چین و ژاپن، صنعت خودروسازی ژاپن به سوی تولید کامیون کرایش پیدا کرد.
در طول جنگ جهانی دوم، شرکت‌های تویوتا، نیسان، ایسوزو و کوروگان به تولید کامیون و موتورسیکلت برای نیروی زمینی امپراتوری ژاپن پرداختند و شرکت کوروگان نیز نخستین خودروی چهارچرخ محرک تولید انبوه جهان که کوروگان تیپ ۹۵ نام داشت را در سال ۱۹۳۶ معرفی کرد. در نخستین دهه پس از جنگ جهانی دوم تولید خودرو محدود بود، و تا سال ۱۹۶۶ بیشتر حجم تولید به کامیون‌ها (شامل وسایل نقلیهٔ سه‌چرخ) تعلق داشت. پس از آن خودروهای مسافری بر بازار تسلط یافتند. طراحی‌های خودروهای ژاپنی نیز همچنان به تقلید یا مشتق شدن از طراحی‌های اروپایی و آمریکایی ادامه دادند. در دههٔ ۱۹۵۰ صادرات بسیار محدود بود و تنها ۳٫۱٪ از مجموع تولید خودروهای مسافری در طول آن دهه را شامل می‌شد.

### دهه ۱۹۶۰ تا امروز
در طول دههٔ ۱۹۶۰، خودروسازان ژاپنی گروهی از خودروهای کی را در بازار داخلی ژاپن عرضه کردند؛ اسکوترها و موتورسیکلت‌ها با فروش ۱٫۴۷ میلیون دستگاه در سال ۱۹۶۰، همچنان بر بازار مسلط بودند، در حالی که خودروهای کی تنها حدود ۳۶٬۰۰۰ دستگاه فروش داشتند. از دههٔ ۱۹۶۰ صنعت خودروی ژاپن یکی از سه صنعت خودروی برتر در جهان بوده و با تمرکز بر هر دو بازار داخلی ژاپن و بازار جهانی، رشد قابل توجهی را از دههٔ ۱۹۷۰ تاکنون تجربه کرده‌است. در اواخر دههٔ ۱۹۷۰ و اوایل دههٔ ۱۹۸۰ خودروسازان اصلی ژاپن شامل تویوتا، نیسان، هوندا و مزدا صادرات قابل توجهی به کشورهای آمریکای شمالی و اروپای غربی داشتند. در دههٔ ۱۹۸۰ میزان تولید خودروهای ژاپنی از ایالات متحده پیشی گرفت و سرانجام در سال ۲۰۱۲ این خودروساز ژاپنی موفق شد بر فهرست ده خودروساز پرفروش جهان مسلط شود. با توجه به رکود اقتصادی ژاپن در دههٔ ۱۹۹۰، شرکت‌های فورد و جنرال موتورز سهام خود را به‌ترتیب در شرکت‌های مزدا و ایسوزو افزایش دادند. در پایان قرن بیستم میلادی بسیاری از خودروسازان ژاپنی تحت کنترل شرکت‌های غیر ژاپنی بودند یا به انجام عملیات مشترک با آن‌ها می‌پرداختند. اتحاد رنو–نیسان–میتسوبیشی از جملهٔ اتحادهایی بود که در آن زمان شکل گرفت.

#### توسعه صادرات
در دههٔ ۱۹۶۰ صادرات خودروهای سواری در مقایسه با دههٔ پیشین به میزان دویست برابر بیشتر شد و به حدود ۱۷ درصد از مجموع تولید رسید.

در اوایل دههٔ ۱۹۷۰ صنعت‌گران الکترونیک ژاپن شروع به ساخت مدارهای مجتمع، ریزپردازنده‌ها و ریزکنترل‌گرها برای استفاده در صنعت خودروسازی کردند که شامل مدارهای مجتمع و ریزکنترل‌گرها برای سیستم‌های سرگرمی داخل خودرو، برف‌پاک‌کن‌های خودکار، قفل‌های الکترونیکی، پایش پیشرانه می‌شدند. صنعت خودروسازی ژاپن چندین سال زودتر از صنعت خودروسازی ایالات متحده آمریکا به استفاده از مدارهای مجتمع روی آورد. خوردوهای ساخت ژاپن در اوایل دههٔ ۱۹۷۰ نزد خریداران بریتانیایی محبوبیت کسب کردند. در این میان خودروهای نیسان که در بریتانیا با نام داتسون بازنشانی شده‌بودند (برند نیسان تا پیش از سال ۱۹۸۳ برای خودروهای ثبت شده در بریتانیا استفاده نمی‌شد) به‌خاطر اطمینان‌پذیری و هزینه‌های کم، محبوبیت و اعتبار زیادی کسب کردند؛ در عین حال زنگ زدن بدنه یکی از مشکلات اصلی آن‌ها محسوب می‌شد.